# Байковский мост
Байковский мост — не сохранившийся мост в Ростове-на-Дону, который был построен в 1864 году для переправы через Генеральную балку. Своё название получил в честь городского головы Андрея Байкова.

## История

Памятная табличка

История строительства Байковского моста начинается в 1840 году, когда городским головой Андреем Романовичем Ященко было предложено создать мост, который бы вёл через Генеральную балку. Подобное решение было необходимым, ведь при условии плохой погоды, или проведения многолюдной сентябрьской Рождественско-Богородичной ярмарки, перебраться на другую сторону урочища было проблематично. также сложно было перевезти товары и грузы на другую сторону Генеральной балки.
Городская дума также признавала, что для переправы через балку нужно поставить вместо существующих деревянных мостов — каменный, так как первые постоянно нуждаются в ремонте. В 1857 году все расходы были записаны и составлена смета архитектором Лыковым — для строительства моста нужна была сумма размером 4955 рублей 26 копеек. Когда городским главой стал Андрей Матвеевич Байков, он стал вновь хлопотать о строительстве моста, но материалы подорожали. Теперь городские власти думали, уместно ли вообще строить именно каменный мост, возможно лучше построить арку. Но всё-таки мост был построен. Его торжественное освещение состоялось 30 августа 1864 года. На мостовых перилах содержались таблички: «Байковский мост» и «Открыт 30 августа 1864 г.». Через Байковский мост можно было осуществлять проезд. Это значимое событие произошло одновременно с другим — спустя 20 дней состоялась закладка Петропавловской богадельни. В этот год мост был единственной закрытой частью балки. В 1867 году было необходимым перемостить днище трубы Байковского моста. По состоянию на март 2013 года, мемориальные доски на мосту и труба, которые были установлены, не сохранились. Как не сохранился до наших дней и сам Байковский мост.

## Описание
Ширина моста составляла 20 саженей, пролёт моста — 2 сажень. Свод был построен с применением кирпича, стены — из аршинного камня.